# Saint-Michel-de-la-Pierre
Saint-Michel-de-la-Pierre är en kommun i departementet Manche i regionen Normandie i norra Frankrike. Kommunen ligger i kantonen Saint-Sauveur-Lendelin som tillhör arrondissementet Coutances. År 2018 hade Saint-Michel-de-la-Pierre 218 invånare.

## Befolkningsutveckling
Antalet invånare i kommunen Saint-Michel-de-la-Pierre
| Referens: INSEE |